# Chambre Wenjin

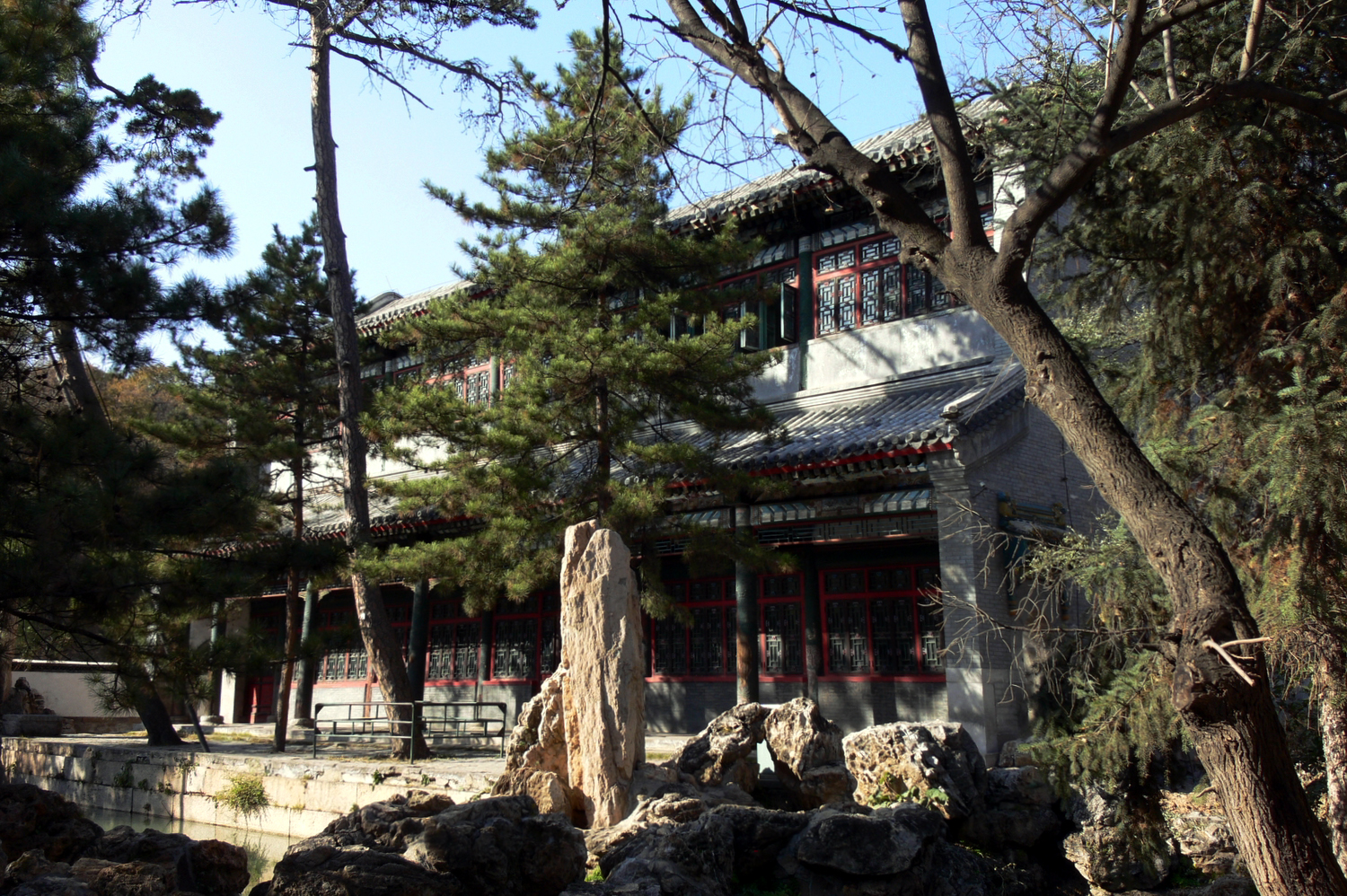
La Chambre Wenjin

La Chambre Wenjin (文津阁) est une bibliothèque construite par l'Empereur Qianlong en 1773 à Chengde. Elle contenait à l'origine un exemplaire du Siku Quanshu.

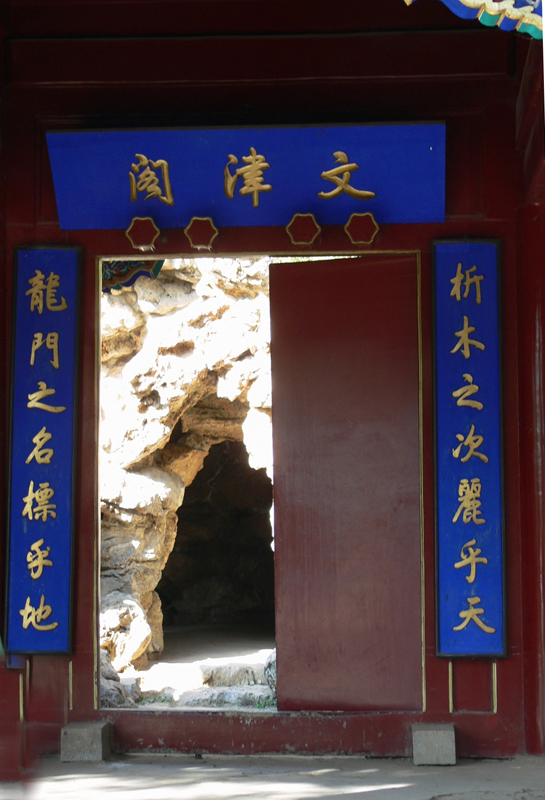
Porte d'entrée